# 1957 au Québec
Cet article traite des événements survenus en 1957 au Québec. 

## Événements

### Janvier
- 15 janvier : le budget d'Onésime Gagnon prévoit une hausse des dépenses de 100 millions de dollars, un record[1].
- 18 janvier : Maurice Duplessis annonce la construction d'une autoroute entre Montréal et Saint-Jérôme. Ce sera la première autoroute québécoise[2].
- 23 janvier : la CTCC appuie les subventions fédérales aux universités[3].
- 25 janvier : Raymond Barbeau fonde l'Alliance laurentienne, premier mouvement indépendantiste québécois de l'ère contemporaine[4].

### Février
- 16 février : la Fédération des travailleurs du Québec (FTQ) est fondée. Son premier président est Roger Provost[5].
- 21 février : ouverture de la première session de la 25e législature[6].

### Mars
- 8 mars : la Cour suprême statue que la loi du cadenas est illégale[7].
- 12 mars : les mineurs de Murdochville, une petite ville du centre de la Gaspésie, se mettent en grève. Il y avait des négociations depuis quelque temps pour que la Gaspe Copper Mines, leur employeur, reconnaisse la fusion du CTCC, syndicat auquel était affilié les mineurs, aux Métallurgistes unis d'Amérique. Le congédiement d'un officier syndical met le feu aux poudres[8].

### Avril
- 5 avril : selon le professeur Jean-Marie Beauchemin, le Québec occupe le dernier rang des provinces pour ce qui est de la fréquentation scolaire et du niveau général d'instruction[9].
- 12 avril : le gouvernement Duplessis renonce à contester l'illégalité de la loi du cadenas au Conseil privé de Londres[10].
- 17 avril : à Montréal, la chorégraphe Ludmilla Chiriaeff fonde la troupe des Grands Ballets canadiens[11].
- 26 avril : les policiers dispersent une manifestation de grévistes à Murdochville. À Mont-Louis, un énorme réservoir d'essence, propriété de la Gaspé Copper Mines, est dynamité[12].

### Mai
- 11 mai : la Gaspé Copper Mines embauche des briseurs de grève malgré de nouvelles négociations menées par un conciliateur nommé par le gouvernement[13].

### Juin
- 3 juin : la SQ disperse une nouvelle manifestation de grévistes à Murdochville[14].
- 10 juin : le Parti progressiste-conservateur du Canada de John Diefenbaker remporte l'élection fédérale mais sera minoritaire à la Chambre des communes. Il obtient 112 sièges contre 106 au PLC, 25 au CCF et 19 au Crédit Social. Neuf ministres du gouvernement de St-Laurent, dont Hugues Lapointe, sont battus dans leurs circonscriptions. Le Québec reste fidèle au PLC. Le score y est de 61 libéraux, 8 conservateurs et 2 candidats indépendants[15].
- 21 juin : il n'y a que deux ministres du Québec dans le gouvernement Diefenbaker: Léon Balcer (solliciteur général) et William Hamilton (ministre des Postes)[16].

### Juillet
- 2 juillet : Maurice Bellemare, qui se présente à la mairie de Cap-de-la-Madeleine, perd les élections municipales[17].

### Août
- 7 août : Paul Comtois devient ministre des Mines à Ottawa[18].
- 11 août : un avion des Maritime Central Airways s'écrase à Issoudun près de Québec, faisant 79 morts[19].
- 30 août : Donald Gordon, président du Canadien National, annonce la construction d'un édifice de 40 étages au centre de la Place Ville-Marie à Montréal[20].

### Septembre
- 7 septembre : une énorme manifestation de travailleurs a lieu devant l'Assemblée législative, protestant contre la politique anti-syndicale du gouvernement[21].
- 18 septembre : l'UN remporte les élections partielles de Vaudreuil-Soulanges, Châteauguay, Compton et Mégantic[7].
- 24 septembre : le sénateur Donat Raymond vend les Canadiens de Montréal à la famille Molson[22].

### Octobre
- 5 octobre : fin de la grève de Murdochville, perdue par les mineurs[23].
- 14 octobre : Lester B. Pearson reçoit le Prix Nobel de la paix[24].
- 19 octobre : Maurice Richard compte son 500e but contre les Blackhawks de Chicago au Forum[25].
- 28 octobre : Sarto Fournier est élu maire de Montréal contre Jean Drapeau[26].

### Novembre
- 9 novembre : l'hôpital Sainte-Justine de Montréal est inauguré[27].
- 13 novembre : ouverture de la deuxième session de la 25e législature[7].

### Décembre
- 14 décembre : inauguration de l'aéroport de Québec par le maire Wilfrid Hamel[28].
- 20 décembre : Maurice Richard est choisi athlète de l'année au Canada[29].

## Naissances
- Jean-François Pouliot (réalisateur)
- Marc Drouin (chanteur et compositeur)
- Martine Desjardins (écrivaine)
- Paul Bellemare (Polo) (chanteur, guitariste) († 17 mars 2025)
- 17 janvier - Bernard Fortin (acteur)
- 22 janvier - Mike Bossy (joueur de hockey) († 15 avril 2022)
- 15 février - Gilles Sioui (auteur-compositeur-interprète) († 30 juin 2017)
- 6 mars - Yves Bolduc (médecin et homme politique)
- 11 mars - Céline Galipeau (journaliste)
- 24 mars - Gilles Baril (homme politique)
- 26 mars - François Paradis (animateur et homme politique)
- 26 mai - François Legault, homme politique québécois et 32e premier ministre du Québec.
- 6 avril - Daniel Langlois (homme d'affaires et mécène) († 1er décembre 2023)
- 11 avril - Jasmine Dubé (actrice)
- 14 avril - Lothaire Bluteau (acteur)
- 26 avril
  - Michel Barrette (acteur, humoriste et animateur de la radio)
  - Diane Hébert (première Québécoise à recevoir une greffe cœur-poumons) († 29 juin 2008)
  - Jean Savard (joueur de hockey)
- 3 mai - Alain Côté (joueur de hockey)
- 26 mai - François Legault (premier ministre du Québec)
- 1er juin - Sylvie Lussier (auteure et animatrice)
- 10 juin - Yvan Benoît (acteur)
- 26 juin
  - Philippe Couillard (premier ministre du Québec)
  - Élise Turcotte (écrivaine)
- 22 juillet - Michèle Dionne (femme de l'ancien premier ministre du Québec Jean Charest)
- 27 juillet - Gérald Cyprien Lacroix (archevêque de Québec)
- 23 août - Georges Farrah (homme politique)
- 30 août - Pierre Chagnon (acteur)
- 6 septembre - Michaëlle Jean (journaliste et gouverneur général du Canada)
- 14 septembre - Louis Lemieux (journaliste et homme politique)
- 24 septembre - Alain M. Bergeron (journaliste)
- 4 octobre - Pierre Yergeau (écrivain)
- 4 octobre - Roland Cloutier (joueur de hockey)
- 4 novembre - Anne-Marie Provencher (actrice)
- 7 novembre - Mario Laframboise (notaire et homme politique)
- 6 décembre - Denis Bernard (acteur)
- 12 décembre
  - Robert Lepage (acteur et réalisateur)
  - Pierre Moreau (homme politique)
- 16 décembre - Monique Spaziani (actrice)
- 23 décembre - Dan Bigras (chanteur)
- 24 décembre - Diane Tell (chanteuse)
- 27 décembre - Michel Poirier (acteur)

## Décès
- 15 mai - Dick Irvin (entraîneur des Canadiens de Montréal) (º 19 juillet 1892)
- 19 juin - Edward Stuart McDougall (homme de loi) (º 25 septembre 1886)
- 2 avril - Arthur Petrie (homme de théâtre) (º 1890)

### Articles généraux
- Chronologie de l'histoire du Québec (1931 à 1959)
- L'année 1957 dans le monde
- 1957 au Canada

### Articles sur l'année 1957 au Québec
- Grève de Murdochville
- Élection fédérale canadienne de 1957
- Gouvernement Maurice Duplessis (2)

## Sources et références
1. ↑  « La province augmente ses dépenses de $100,000,000 », Le Devoir,‎ 16 janvier 1957, p. 1
2. ↑  Bill prévoyant la construction de l'autoroute Montréal-Saint-Jérôme. Le Devoir. 19 janvier 1957. p. 13
3. ↑  Bilan du Siècle
4. ↑  Jean-François Nadeau. Bourgault. Lux Éditions. Montréal. p. 82
5. ↑  Bilan du Siècle
6. ↑  Chronologie parlementaire 1957-1960
7. 1 2 3  « Chronologie parlementaire 1957-1959 » (consulté le 11 mars 2009)
8. ↑  Conrad Black. Duplessis tome 2. Éditions de l'Homme. 1977. p. 507
9. ↑  Jean-Marie Beauchemin, « Parmi les provinces canadiennes, Québec occupe le dernier rang pour la fréquentation scolaire et le niveau général d'institution », Le Devoir,‎ 3 avril 1957, p. 2
10. ↑  La loi du cadenas. Québec n'en appellera pas au Conseil privé. Le Devoir. 13 avril 1957. p. 11
11. ↑  Bilan du Siècle
12. ↑  Guy Lamarche. À Murdochville. Armés jusqu'aux dents, les policiers provinciaux dispersent les piqueteurs. Un réservoir d'essence, propriété de la Gaspé Copper Mines, est dynamité à Mont-Louis. Le Devoir. 27 avril 1957. p. 13
13. ↑  M. Duplessis veut-il un autre Asbestos?. Le Devoir. 11 mai 1957. p. 4
14. ↑  À Murdochville. Échauffourées entre grévistes et policiers - Le piquetage est interdit. Le Devoir. 5 juin 1957. p. 3
15. ↑  Voir l'article Élection fédérale canadienne de 1957
16. ↑  Jacques Lacoursière. Histoire populaire du Québec tome 4. Septentrion. 1997. p. 393
17. ↑  Réélection de M. André Julien au Cap. Il défait le député Bellemare par 185 voix - Un vote de 83.5 p. c.. Le Devoir. 3 juillet 1957. p. 1
18. ↑  Paul Comtois, ministre des Mines. Le Devoir. 8 août 1957. p. 1, 6
19. ↑  « Un avion s'écrase près de Québec: 79 morts », Le Devoir,‎ 12 août 1957, p. 1
20. ↑  Un édifice de quarante étages au centre de la place Ville-Marie. Le Devoir. 31 août 1957. p. 1, 2
21. ↑  Guy Lamarche, « Une manifestation grandiose et paisible », Le Devoir,‎ 9 septembre 1957, p. 1
22. ↑  Bilan du Siècle
23. ↑  Duplessis tome 2, p. 511
24. ↑  Lester B. Pearson obtient le prix Nobel de la paix. Il est le premier Canadien à recevoir cette distinction. Le Devoir. 15 octobre 1957. p. 1, 2
25. ↑  Bilan du Siècle
26. ↑  Sarto Fournier est élu maire de Montréal avec une minorité de conseillers RGM. Le Devoir. 29 octobre 1957. p. 1
27. ↑  Bilan du Siècle
28. ↑  Bilan du Siècle
29. ↑  Maurice Richard est choisi athlète de l'année. Le Devoir. 21 décembre 1957. p. 15